# Montbéliarde

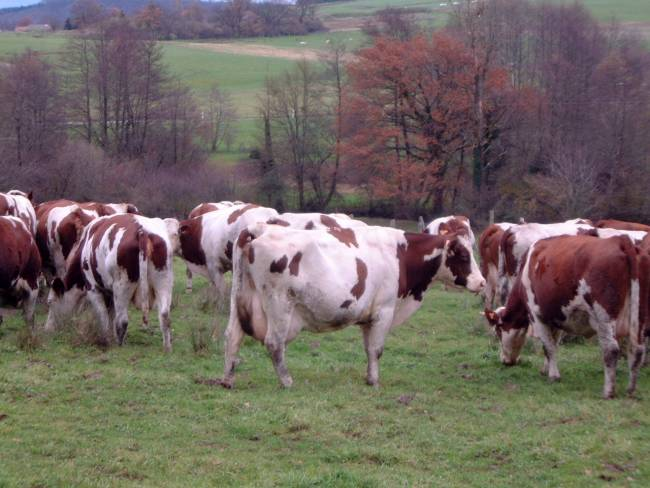
Montbéliard-Herde

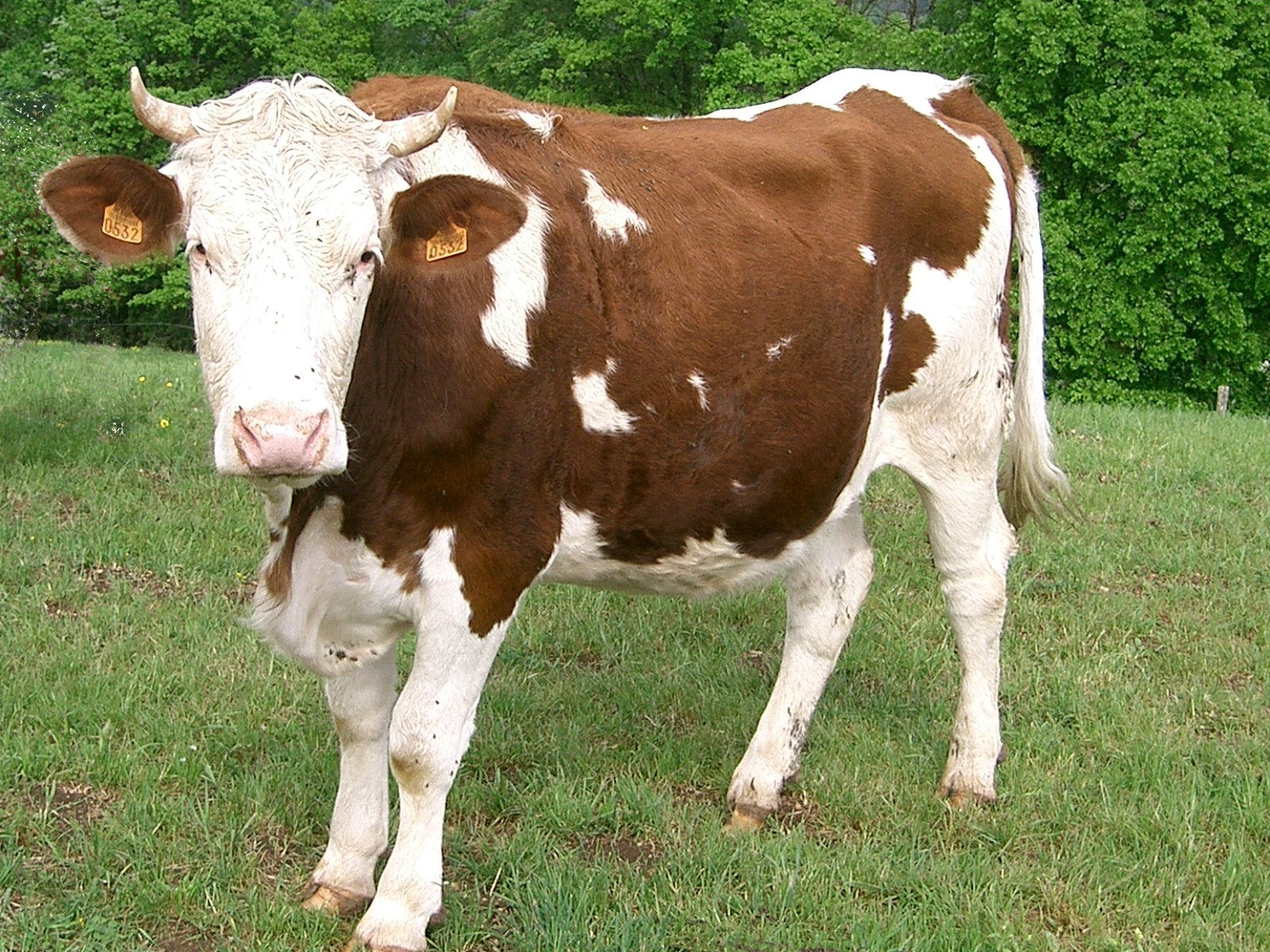
Montbéliard Kuh

Die Rinderrasse Montbéliarde ist nach der Region Montbéliard in Frankreich benannt.
Es handelt sich um eine mittel- bis großrahmige Zweinutzungsrasse (Kühe ca. 700 kg bei ca. 136 cm Widerristhöhe, Bullen ca. 1000 kg, ca. 148 cm Widerristhöhe) mit stärkerer Betonung der Milchleistung (8.000 bis 12.000 kg Milch pro Jahr und Kuh). Die Farbe der Tiere ist rot-weiß gescheckt, mit weißem Kopf, weißen Beinen und weißem Bauch.
In Frankreich ist sie mit 18 % Anteil am Gesamtbestand der Milchviehhaltung die zweithäufigste Rasse, mit einer durchschnittlichen Milchleistung von 8570 kg pro Laktation bei einem Fettgehalt von 3,9 % und einem Eiweißgehalt von 3,3 % (Stand 2018).
Die Rasse entstand aus der Kreuzung von Landrassen der Franche-Comté mit Berner Simmentalern zu Beginn des 18. Jahrhunderts. Dadurch ist auch die Ähnlichkeit mit dem Fleckvieh erklärbar. 1889 wurde die Rasse offiziell anerkannt und ein Herdbuch eröffnet.
In den 1970er Jahren wurden vereinzelt Red Holstein in die Rasse eingekreuzt. In derselben Zeit setzte man vereinzelt Bullen der Rasse beim Fleckvieh ein, was meist nicht sehr erfolgreich war. In den 1990er Jahren benutzte man die Rasse Montbéliard zur Kreuzung in den Rassen Rotes Dänisches Milchrind und Vorderwälder.